# Mariasela Álvarez
Mariasela Margarita Alvarez Lebrón, sinh ngày 31 tháng 01 năm 1960 tại Santo Domingo, Cộng hòa Dominica. Cô trở thành người phụ nữ đầu tiên của đất nước này chiến thắng trong một cuộc thi sắc đẹp quốc tế. Cô trở thành Hoa hậu Thế giới 1982, vào ngày 18 tháng 11, tại Royal Albert Hall, Luân Đôn. Cô trở thành một nhân vật nổi tiếng tại quê hương.

## Sự nghiệp
Sau khi hoàn thành nhiệm kỳ Hoa hậu của mình, cô trở về quê hương va tiếp tục việc học tại khoa Kiến trúc của trường đại học Santo Domingo. Alvarez đã thiết kế ra nhiều ngôi nhà tuyệt đẹp tại quê hương của mình, bao gồm cả những công trình quan trọng tại thủ đô.
Năm 1991, Cô tham gia vào sản xuất chương trình và xuất hiện thường xuyên trên chương trình talkshow của mình là Con los Ojos Abiertos, nơi cô dẫn chương trình cùng với Milagros German Olalla .
Năm 1996 cô mở một công ty sản xuất chương trình TV của riêng mình có tên là Maralva, S. A.
Vào năm 2004 cô dọn đến Madrid cùng với chồng là người gốc Tây Ban Nha, chủ của khách sạn nổi tiếng, Alberto Del Pino và kể từ năm 2005 cô đang sản xuất Popular TV, được phát thanh trên sóng UHF của đài COPE, một trong hai đài truyền thanh lớn nhất tại Tây Ban Nha và chương trình Esta Noche Mariasela và Esta Tarde Mariasela.

## Gia đình
Cô đã kết hôn với Sergio Alberto Fernández del Pino Fernández và là mẹ của bốn đứa con là Andrés Alberto, Chantal, Rebeca và Emmanuel.

## Các hiển thị khác
1. ↑   Lưu trữ ngày 12 tháng 5 năm 2008 tại Wayback Machine Diario Digital in Spanish
2. ↑  Miss Dominican Republic 1980 Milagros German
3. ↑   Lưu trữ ngày 20 tháng 7 năm 2009 tại Wayback Machine Revista Ahora in Spanish
4. ↑   Lưu trữ ngày 15 tháng 12 năm 2009 tại Wayback Machine.Academia TV Spain Channel -in Spanish
5. ↑   Lưu trữ ngày 23 tháng 10 năm 2012 tại Wayback Machine Rootsweb

## Liên kết vĩnh cửu
- El Mundo in Spanish  Lưu trữ ngày 10 tháng 7 năm 2011 tại Wayback Machine
- Newspaper Hoy in Spanish  Lưu trữ ngày 16 tháng 7 năm 2011 tại Wayback Machine